# Championnats d'Afrique de boxe amateur 1983
Navigation
Édition précédente Édition suivante
La 8e édition des championnats d'Afrique de boxe amateur s'est déroulée à Kampala, Ouganda,  du 17 au 25 août 1983.

## Résultats

### Podiums
| Catégories                    | Or                 | Argent                  |
| Poids mi-mouches (-48 kg)     | Keith Mwila        | John Kamau              |
| Poids mouches (-51 kg)        | Ibrahim Bilali     | David Mwaba             |
| Poids coqs (-54 kg)           | John Siryakibbe    | Lucky Mutale            |
| Poids plumes (-57 kg)         | John Wanjau        | Geofrey Nyeko           |
| Poids légers (-60 kg)         | Patrick Waweru     | Joseph Gama             |
| Poids super-légers (-63,5 kg) | William Galiwango  | Dave Chibuye            |
| Poids welters (-67 kg)        | Henry Kalunga      | Ikhlef Ahmed Hadj Allah |
| Poids super-welters (-71 kg)  | Christopher Kapopo | Neya Mikaala            |
| Poids moyens (-75 kg)         | Moses Mwaba        | Atieno                  |
| Poids mi-lourds (-81 kg)      | Jonathan Kiriisa   | Michael Nassoro         |
| Poids lourds (+81 kg)         | James Omondi       | Luc Tchoula             |

### Tableau des médailles
| Place | Pays             | Médaille d'or, Afrique | Médaille d'argent, Afrique | Médaille de bronze, Afrique | Total |
| ----- | ---------------- | ---------------------- | -------------------------- | --------------------------- | ----- |
| 1     | Zambie           | 4                      | 2                          | 0                           | 6     |
| 2     | Kenya            | 4                      | 1                          | 0                           | 5     |
| 3     | Ouganda          | 3                      | 2                          | 0                           | 5     |
| 4     | Tanzanie         | 0                      | 4                          | 0                           | 4     |
| 5     | Gabon            | 0                      | 1                          | 0                           | 1     |
| 5     | Algérie          | 0                      | 1                          | 0                           | 1     |
| Total | 6 pays médaillés | 11                     | 11                         | 0                           | 22    |